# 諏訪之瀬島
諏訪之瀬島（すわのせじま）は、鹿児島県のトカラ列島に属する火山島である。人口は79人、世帯数は44世帯（2018年3月31日現在）。十島村では中之島に次いで二番目に大きい島である。
地名（行政区画）としての「諏訪之瀬島」の呼称は鹿児島県鹿児島郡十島村の大字となっており、大字の区域は諏訪之瀬島の全域にわたる。

## 火山として

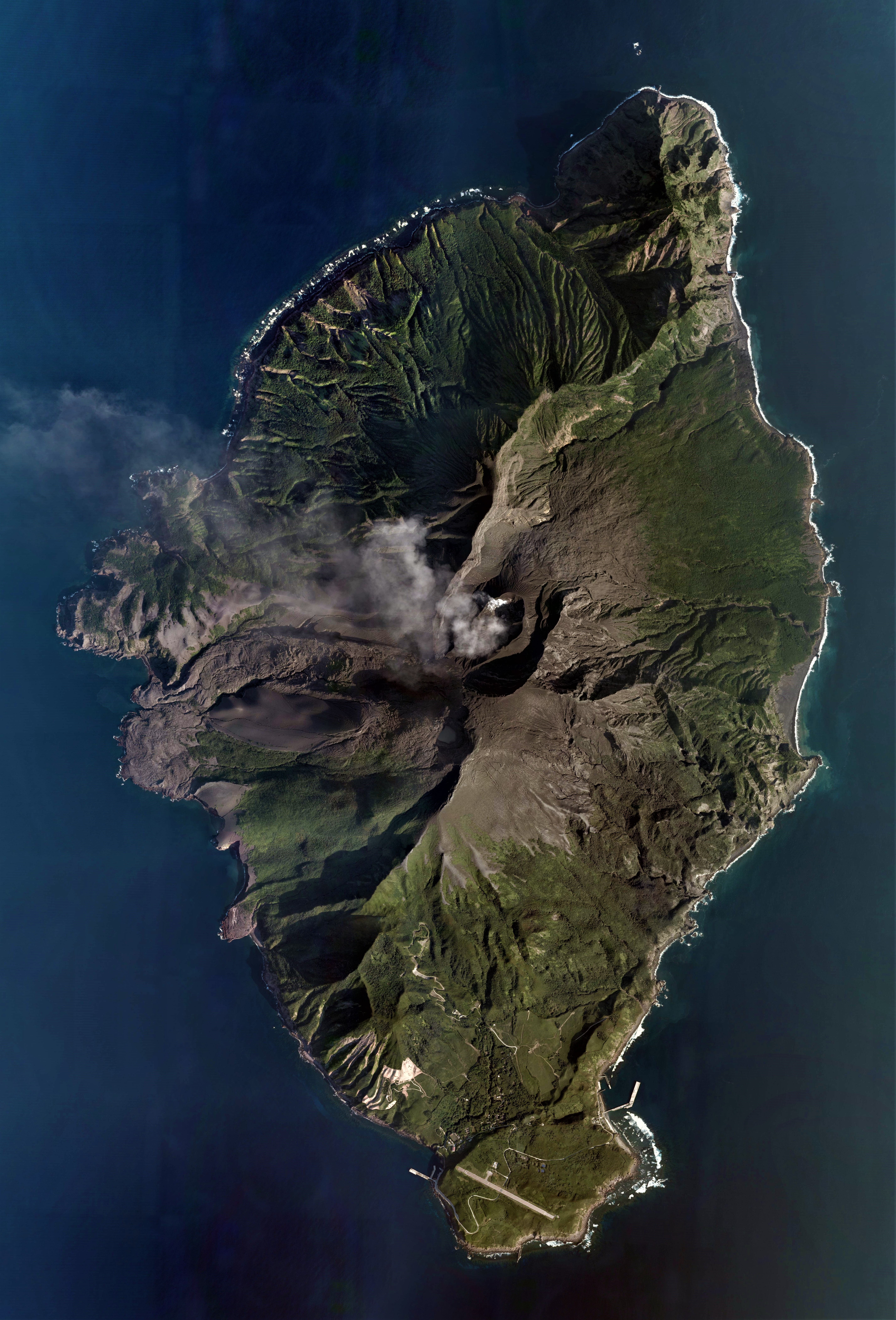
諏訪之瀬島の空中写真。
2009年12月8日撮影の23枚を合成作成。

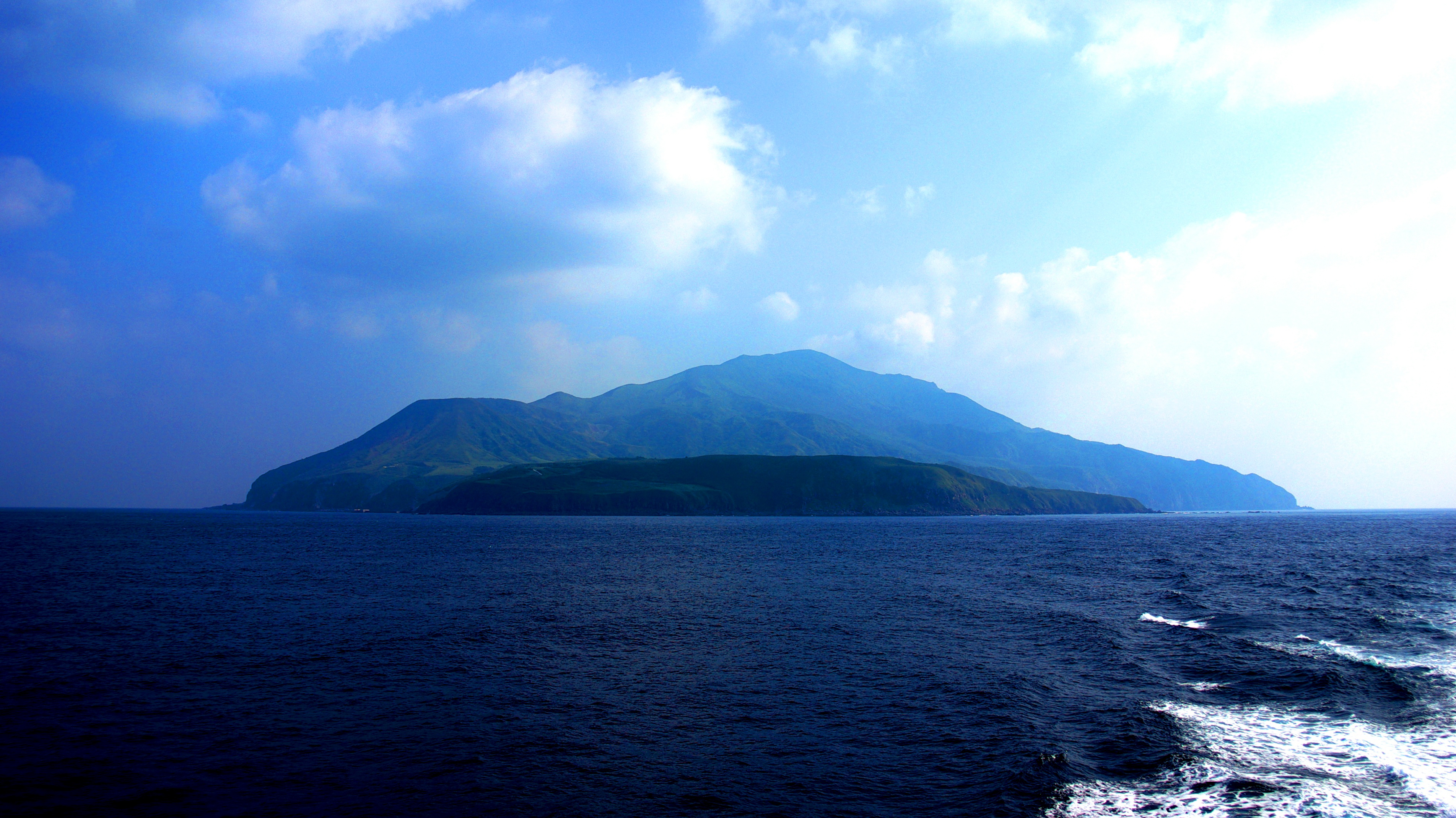
諏訪之瀬島全景

火山活動が活発な安山岩質の成層火山である。島の中央部には崩壊カルデラがあり中央火口丘（スコリア丘）の御岳（おたけ）が形成されている。山頂の南西には直径200mの旧火口があり1813年の噴火では大量のスコリアの噴出についで安山岩質の溶岩流が流出し西海岸まで流下した。この噴火で全島民が島外に避難し1883年まで無人島となる。1884年には御岳の火口から東海岸まで溶岩流を流下し現在でも御岳では桜島と同じく日常的に噴火が発生している。安山岩質の火山は通常ブルカノ式噴火を起こすが、諏訪之瀬島では玄武岩の火山に多く見られるストロンボリ式噴火を多く発生することが知られている。
2021年3月5日、気象庁が『諏訪之瀬島の噴火警戒レベルの判定基準』を公表した。

### 活動記録
地質的には70万年前からの活動が認められている。有史以降は以下を参照。
- 1813年 - 1814年：亜プリニー式噴火・スコリア降下 溶岩流が西海岸まで流下。噴火後1883年まで無人島になる。
- 1877年：噴火
- 1884年 - 1885年：ストロンボリ式噴火・スコリア降下・溶岩流
- 1914年3月21日：噴煙
- 1915年8月 - 9月：噴煙
- 1921年8月8日 - 9日：噴火
- 1922年1月26日 - 1925年：噴火
- 1925年5月13日：ストロンボリ式噴火・スコリア降下・溶岩流
- 1938年3月11日：噴火
- 1940年11月29日：噴火
- 1949年10月：ストロンボリ式噴火&ブルカノ式噴火
- 1950年 - 1954年：ストロンボリ式噴火&ブルカノ式噴火
- 1955年7月17日, 同月19日 - 諏訪瀬東曽根付近 (北緯29度38分30秒 東経129度50分00秒 / 北緯29.64167度 東経129.83333度)で海底爆発が発生。19日には噴煙が2000m以上上昇した[3]。
- 1957年 - 1997年：ストロンボリ式噴火&ブルカノ式噴火
- 1999年1月：噴煙・降灰
- 2000年2月：噴煙・降灰
- 2000年12月：小規模噴火・噴煙・降灰
- 2001年1月 - 2002年12月（不活発時期も含む）：ストロンボリ式噴火・噴煙・降灰（御岳火口壁東斜面に形成された火孔より）
- 2004年1月 - ：毎月小規模な噴火が継続（2004年2月に新火孔を確認、2008年の年間爆発回数は156回、2009年は216回）。2014年9月の連続的な噴火では、1997年の観測開始以来最高となる噴煙高度2200mを記録した[4]。
- 2016年9月15日23時05分 - ： 噴火に関する火山観測報 現象：爆発
- 2020年7月16日07時27分 - ： 噴火に関する火山観測報 現象：爆発
- 2020年12月28日02時49分 - ：大きな噴石を伴う噴火[5]
- 2021年3月2日 - ：2日から6日にかけて132回の爆発が観測されており[6]、火山活動が活発化している。
- 2021年6月23日00時04分頃 - : 噴火　噴火警戒レベルが2（火口周辺規制）から3（入山規制）へ[7][8]。
- 2021年9月17日02時12分  - ：噴火[9]
- 2023年6月25日15時21分 - :噴火
- 2024年1月14日00時22分 - :噴火　噴火警戒レベルが2（火口周辺規制）から3（入山規制）へ[10]

### 土砂災害
- 1976年（昭和51年）9月12日 - 台風17号の集中豪雨により土石流が発生。民家の下敷きになるなどして5人が死亡、5人が重軽傷[11]。島外との連絡も一時途絶、付近を飛行中の日本航空機が救援を求める無線を傍受して被害発生が伝わった[12]。

## 教育機関
- 十島村立諏訪之瀬島小中学校

## 施設
- 諏訪之瀬島簡易郵便局
- 電子基準点「諏訪之瀬島」
- 諏訪之瀬島診療所 - 看護師が常駐。医師は非常駐[13]。

## アクセス

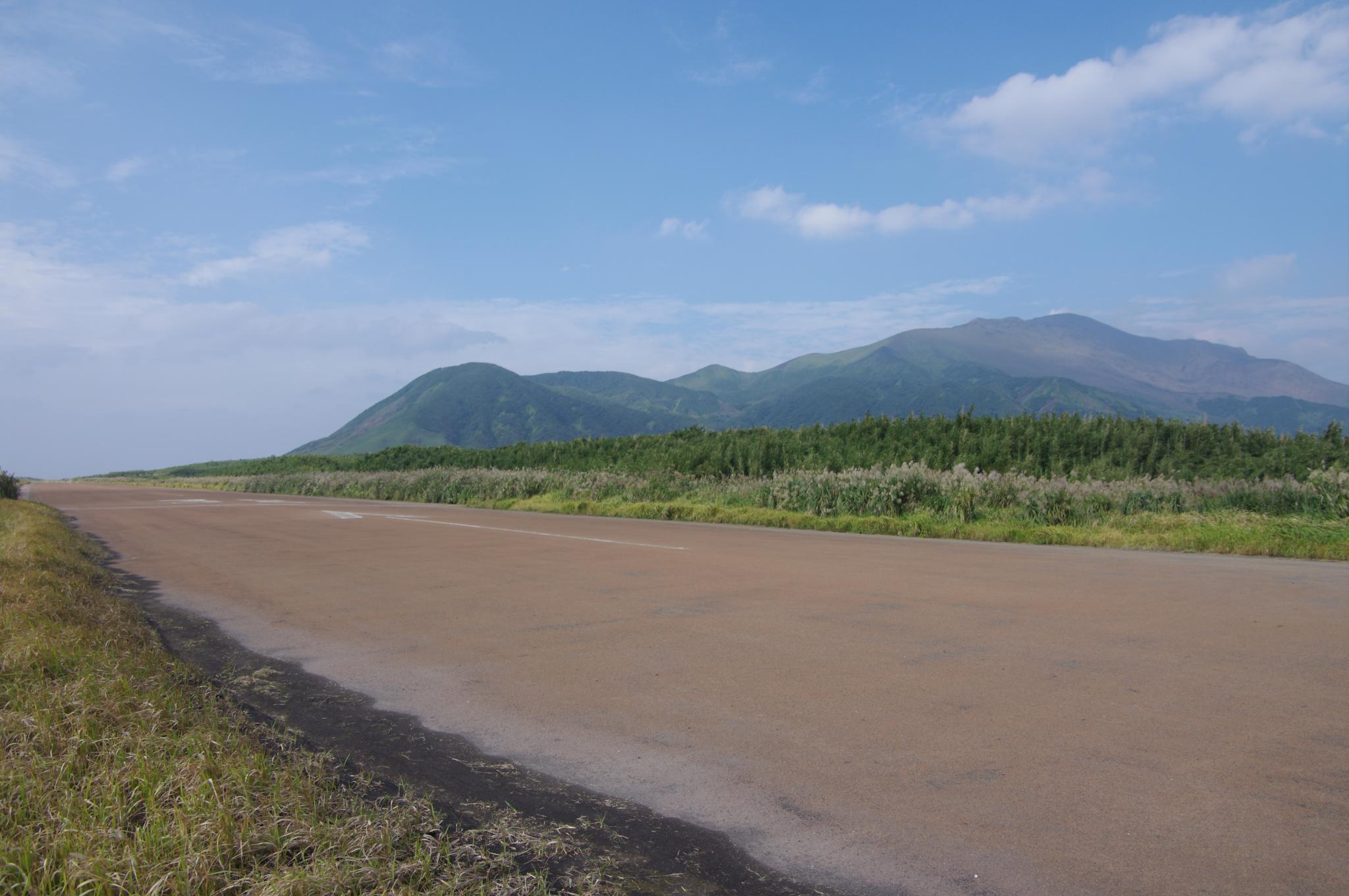
諏訪之瀬島飛行場

鹿児島本港南埠頭から十島村営フェリー「フェリーとしま2」で連絡する。フェリー乗り場から集落までは標高差100mを25分ほどかけて歩く必要がある。島内にはかつてヤマハリゾートが保有し、1997年（平成9年）以降村営に移管されている諏訪之瀬島飛行場が村内唯一の飛行場として存在したが、現在は航空法の定める飛行場ではなく場外離着陸場という位置づけとなっている。長年旅客運航路線が存在していなかったが、2022年（令和4年）10月から新日本航空が定期チャーター便として週2往復鹿児島空港との間を運航している。諏訪之瀬島場外離着陸場近くに諏訪之瀬発電所が設置されている。

## その他
- ウェブサイトの中には、島の名前を「諏訪瀬島」と記載しているものもあるが、正式な表記は「諏訪之瀬島」である。十島村役場や国土地理院など、公的な機関のウェブサイトにおいて「諏訪瀬島」と表記している例は見当たらない。
- かつてヒッピーのコミューンがあり、アメリカ人の詩人ゲーリー・スナイダーが雑誌などで紹介したことから、1960年代末から1970年代にかけて聖地とされ、国内外の多くのヒッピーが訪れた[14]。